# Hamilton County (New York)
Hamilton je okres (county) amerického státu New York založený v roce 1816 rozdělením okresu Montgomery. Správním střediskem je sídlo Lake Pleasant.
Počet obyvatel: 5 162 (v roce 2006), 5 379 (v roce 2000)
Ženy: 50,7 % (v roce 2005)

## Sousední okresy
- severovýchod – Franklin, Essex
- východ – Warren
- jihovýchod – Saratoga
- jih – Fulton
- západ – Herkimer
- severozápad – Saint Lawrence